# 葡萄牙廣播電視公司第一台
葡萄牙廣播電視公司第一台（葡萄牙語：RTP1）是葡萄牙廣播電視公司一條於1957年開播的電視頻道，為葡萄牙全國第一條和歷史最為悠久的電視頻道。這條頻道主要播放新聞、脫口秀、體育和電視劇等各類節目，而收入來源則包括商業廣告、電視授權費用以及政府資助。